# Бест, Леон
Леон Джулиан Брендан Бест (англ. Leon Julian Brendan Best; 19 сентября 1986, Ноттингем) — ирландский футболист, нападающий.

## Клубная карьера
Как молодой игрок, Бест начал свою карьеру в «Ноттс Каунти», после чего подписал контракт с клубом «Саутгемптон», на тот момент выступающим в Премьер-лиге. Дебютировал в 2004 году в матче против «Ньюкасл Юнайтед».
5 июля 2007 года он перешёл в «Ковентри Сити» за сумму равную £650 000. После перелома скулы в 2008 году, Бесту пришлось носить специальную защитную маску. Вернувшись на поле после травмы и забив 3 гола в последующих матчах Леон продолжает носить маску и зарабатывает прозвище «Зорро». Его маска становится чем-то вроде талисмана болельщиков «Ковентри Сити», многие из которых приходили на стадион в таких же.
3 октября 2009 года он был назван игроком месяца Coca-Cola Championship за сентябрь.
1 февраля 2010 года Бест подписал контракт с «Ньюкасл Юнайтед» на срок 3,5 года, сумма сделки не разглашалась. Дебютировал он в матче против «Кардифф Сити» на «Сент-Джеймс Парк» 5 февраля 2010 года. Бест так и не смог отличиться за «Ньюкасл» в своем дебютном сезоне.
Бест забил свой первый гол за «Ньюкасл» перед началом сезона в товарищеском матче против «Карлайл Юнайтед» 17 июля 2010 года, а свой первый гол в Премьер-лиге за «Ньюкасл» Леон забил в домашней победе 5:0 над «Вест Хэм Юнайтед» 5 января 2011 года, сделав в итоге хет-трик.
2 июля 2012 года Бест перебрался в «Блэкберн Роверс» за 3 млн фунтов, подписав с «Бродягами» четырёхлетний контракт. Однако меньше чем через месяц после перехода в «Роверс» Бест получил тяжелейшую травму и выбыл на 6 месяцев.
16 ноября 2015 года Леон Бест перебрался в «Ротерем Юнайтед», соглашение было рассчитано до конца сезона.
30 августа 2016 года Бест перешёл в «Ипсвич», но из-за травмы паха отыграл там всего 11 матчей в Чемпионшипе и по окончании сезона покинул команду.

## Карьера в сборной
Бест попал в сборную Ирландии благодаря своей матери, которая родилась в Дублине. Он даже прожил в детстве несколько лет в Ирландии, но потом вернулся в Ноттингем.
Впервые сыграв за сборную до 17 лет в 2002 году, а затем до 21 года в 2008 году, 29 мая 2009 года Леон Бест впервые сыграл за главную команду Ирландии в товарищеской встрече со сборной Нигерии, завершившейся со счетом 1:1.